# 9631 Hubertreeves
9631 Hubertreeves este o planetă minoră (asteroid), cu un diametru de 6,246 km, din centura de asteroizi. A fost descoperită pe 17 septembrie 1993 la Observatorul European Austral de Eric Walter Elst și a fost numită după Hubert Reeves. 
Obiectul prezintă o orbită caracterizată de o semiaxă mare de 2,8260019 UAi, o excentricitate de 0,07, o înclinație de 2,0531 ° în raport cu ecliptica.